# 이탈리아 전선 (제1차 세계 대전)
이탈리아 전선은 1915년부터 1918년까지 이탈리아 왕국과 오스트리아-헝가리 제국 간 국경에서 벌어진 일련의 전투들을 일컫는다. 이탈리아는 오스트리아의 이탈리아계 주민 거주 영토를 할양받는다는 보장을 받고 협상국의 편에 서서 참전했다. 초기에 이탈리아군은 기습 효과를 기대했지만, 좁은 전선면과 험준한 지형으로 머지 않아 서부 전선과 마찬가지로 참호전의 성격을 띠게 되었다.

## 배경
이탈리아 왕국은 리소르지멘토 과정에서 (이탈리아인의 영토라고 여겨지는)국토 대부분을 자국에 편입시켰고, 오스트리아령 이탈리아도 예외는 아니었기에 1866년까지 롬바르디아, 베네치아 등이 이탈리아에 편입되었다. 하지만 티롤, 트리에스테, 달마티아를 비롯한 지역은 여전히 오스트리아령으로 남게 되었고 미회수된 이탈리아라 불리며 (프랑스-독일 간 알자스로렌 문제와 같이) 양국간 갈등의 큰 원인이 되었다. 1882년 독일과 함께 양국은 삼국 동맹을 체결했지만, 이탈리아인들은 불과 몇십년 전까지 적국이었던 오스트리아-헝가리를 신뢰할 수 없었고, 이는 오스트리아 역시 마찬가지였다.
이미 이탈리아는 1902년 프랑스와 비밀 조약을 맺어 삼국동맹을 무효화시켰고,7월 28일 프란츠 페르디난트 대공의 암살을 구실로 세르비아를 침공하자 삼국동맹은 방어적 성격이며 오스트리아가 침략자라는 이유로 협조를 거부했다. 이탈리아는 협상국과 동맹국 양측을 상대로 동시 협상을 진행했다.

## 이탈리아의 참전
오스트리아-헝가리 정부는 양면전쟁에 대한 부담으로 이탈리아를 중립으로 묶어두기 위해서 협상을 진행했고, 프랑스령 튀니지와 미회수된 이탈리아의 일부를 할양하겠다는 조건을 제시했다. 그러나 협상국은 이탈리아에 훨씬 더 좋은 조건을 제시했고, 이탈리아는 1915년 4월 26일 협상국 편으로 뛰어들어 오스트리아-헝가리 제국에 선전포고를 선언하고 삼국 동맹을 파기했다.
협상국이 이탈리아에게 제의한 조건은 다음과 같았다:
- 트렌티노와 남부 티롤
- (헝가리령 피우메를 포함한)쾨스텐란트 전역
- 북 달마티아와 차라,세베니코, 달마티아 제도 대부분
- 카르니올라와 케른텐 지역의 영토 상당 부분
- 도데카네스 제도의 보장
- 알바니아의 블로러 항
- 알바니아의 이탈리아 보호령화
- 독일의 해외 식민제국 일부

- 오스만 제국령 아나톨리아의 일부, 오늘날 안탈리아 주의 일부

그러나 베르사유 조약에서 이탈리아가 약속받았던 조건들 중 상당수는 무효화되었고, 이는 불구의 승리라는 이탈리아의 민족주의적 신화의 밑바탕이 되었다.
1915년 2월 16일, 오스트리아와의 동시 협상에도 불구하고, 런던의 특사가 이탈리아가 협상국에 참여할 경우 좋은 거래를 해 주겠다는 제안을 했다. ... 최종 선택에는 러시아군이 3월 카르파티아 산맥에서 승리했다는 뉴스의 도움을 얻었다. 사란드라는 협상국의 승리가 눈앞에서 보이기 시작한다고 생각했고, 그는 신속하게 합의를 하기 위해 몇 가지 요구 사항을 철회하라고 특사에게 지시했지만 이익 공유에 관해 너무 늦게 도착한다고 불안해했다. ... 런던 조약은 4월 26일에 채결되었으며 이탈리아는 1개월 내에 전투에 참여하기 시작했다. ... 5월 4일이 돼서야 사란드라는 삼국동맹을 폐기한다고 서명했다.[105]
이탈리아 정부는 런던 조약을 체결하였지만, 여전히 의회의 다수파와 국민 상당수는 중립을 고수하려고 했다. 그러나 협상국에 대한 입장 표명이 더 지체될 수 없었기에 안토니오 살란드라 수상은 사임하는 한편, 런던 조약의 장본인이었던 국왕을 내세우려고 하였다. 이에 국왕은 사임을 거부하고, 총동원령을 직접 선포하였고, 의회는 결국 국왕에 굴복하였다. 이로써 이탈리아는 1차 세계대전의 전화에 뛰어들었다.

## 1915-1916: 이탈리아군의 참전
이탈리아군은 수백만에 달하는 육해군을 동원했지만, 이들은 이탈리아-튀르크 전쟁에서 느린 진격속도와 원활하지 못한 부대간 협조 등 신생국 군대의 취약성을 여실히 드러냈고, 장비와 탄약의 부족을 겪었다. 하지만 이탈리아는 이러한 문제를 해결하지 않은 채 참전했다.

### 1915년 여름-1916년 봄의 이손초 전투

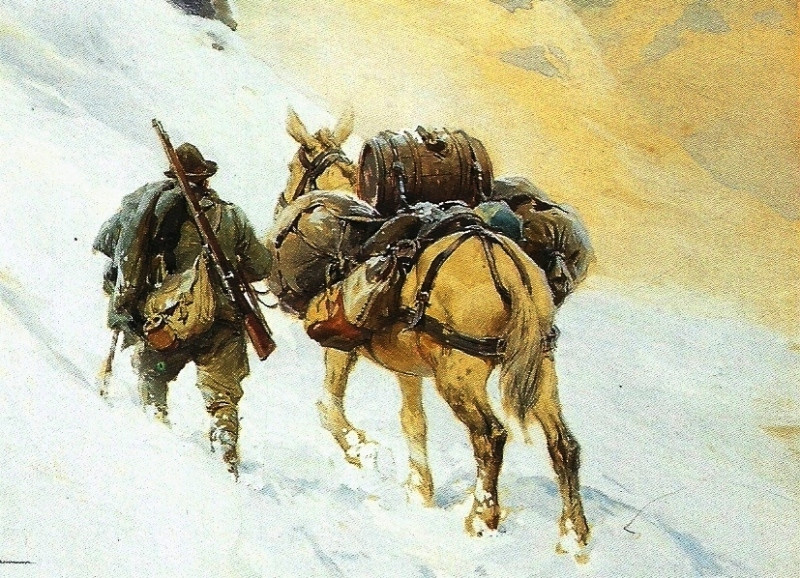
이탈리아군의 알피니 산악병

이탈리아군의 초기 목표는 소차강(이손초강)을 통과해 요새 도시인 고리치아를 점령하고, 케른텐(현 슬로베니아)의 크라스 평원으로 전진하는 것이었다. 오스트리아-헝가리군은 율리안알프스산맥과 크라스 평원의 고지대의 요새화된 진지에 집결해 있었다. 이 공세는 1차 이손초 전투를 일으켰다.
1915년 6월 23일, 1차 이손초 전투의 초반에 이탈리아군은 오스트리아-헝가리군을 3대 1의 비율로 압도하고 있었다. 고리치아-그라스디차의 강력한 오스트리아군 방어선을 돌파하는 데 실패했다. 이탈리아군은 도하 작전을 지속적으로 시도했으나 실패했고, 결국 전투는 7월 7일 막을 내렸다. 이 패배에는 몇가지 원인이 있었다. 이탈리아군의 정예화된 장교단은 뛰어났지만 일반 사병들은 충분한 훈련을 받지 못했고 사기가 낮았다. 이탈리아군의 보급 체계도 문제였는데, 동시대의 여러 군대와 같이 이탈리아군의 보급 수송 체계는 말에 의존했는데, 험준한 지형 특성상 수송효율이 크게 반감될 수밖에 없었다. 더욱이 구식화된 장비와 충분하지 못했던 탄약 상태에도 불구하고 카도르나는 '나폴레옹식' 정면공격 전술을 고집했기에 공세는 실패할 수밖에 없었다.
약 2주일이 지난 7월 18일, 이탈리아군은 이손초강의 전선에서 더 많은 포병 제대를 동원하여 오스트리아군의 참호선에 다시 공세를 펼쳤고, 2차 이손초 전투가 개시되었다. 하지만 오스트리아-헝가리 군은 동부전선의 승리에 힘입어 이탈리아 전선에 증원병력을 대거 투입하였고, 방어선이 더욱 강화되었다. 이탈리아군은 극심한 사상자와 장비 손실을 입은 채 교착상태의 전선을 돌파하지 못했고, 8월 3일 공세를 중지할 수밖에 없었다.
10월 18일 이탈리아군은 전열을 재정비해 1200문의 중포를 동원해 3차 이손초 전투를 개시했지만, 오스트리아군은 이를 격퇴했고, 11월 4일 아무런 소득도 내지 못한 채 종료되었다. 이탈리아군은 다시 11월 10일 네번째 공세를 개시했지만, 이번에도 오스트리아군에게 막혀 실패하였다. 그 이후 겨울이 찾아와 조건이 악화되자 이탈리아군의 다음 공세는 1916년으로 미뤄졌다. 하지만 소규모 접전은 계속되었다. 결국 빈까지 진격하겠다는 카도르나의 호언장담과 달리, 미약한 성과만을 거둔 채 이탈리아군은 1915년을 끝내게 되었다.
겨울이 지나고 눈이 녹자, 3월 9일 이탈리아군은 5차 이손초 전투를 개시했다. 하지만 열악한 기후상황으로 공세는 별 효력을 내지도 못한 채 실패했다.

### 아시아고 공세
이탈리아군의 연이은 공세가 실패하고 교착 상태에 빠지자, 오스트리아-헝가리는 트렌티노와 남쪽 알토피아니 디 아시아고를 목표로 하는 공세를 계획했다. 이 공세는 포 강까지 진출하여 이탈리아군의 제2,제3군단과 4군단을 갈라놓는 것을 목표로 하였다. 오스트리아-헝가리는 3월 11일 15개 사단을 동원해 트렌티노 공세(아시아고 전투)를 개시했으나, 아무런 성과도 올리지 못했다.

## 1916년 후반: 한 번의 성공과 지루한 교착
1916년 후반기에 네 차례의 공세가 이손초강 유역에서 더 있었다. 8월 6일 이탈리아군은 다시 한번 공세를 개시했고, 전략적인 성공은 아니었지만 요새 도시 고리치아를 마침내 점령해 이전의 공세보다 훨씬 큰 성과를 거두었고, 이탈리아군뿐만 아니라 국민들의 사기를 북돋웠다. 9월 14일부터 11월 4일까지 7차, 8차, 9차 이손초 전투가 벌어졌지만 두 군대의 전투력을 손실시키고 피로만 크게 누적시킨 채 유의미한 성과를 거두지 못했다. 이탈리아군은 3개월마다 새로운 공세를 펼쳐야 했고, 이는 타국에 비해 훨씬 잦은 주기였다. 또한 이탈리아군의 군법 위반시 처벌 강도는 타국에 더 혹독했다.
이탈리아 전선과 같은 험준한 산악지대에서의 포화는 벨기에와 프랑스의 평원보다 70% 더 많은 사상자를 발생시켰다. 암석지대의 진지에 가해지는 포화는 파괴적인 위력의 파편을 다량 발생시켰고, 이는 방자인 오스트리아군에게도 심각한 손실을 야기했다. 1917년 가을 이탈리아군은 극심한 손실을 입었고, 이는 전쟁이 영원히 교착상태로 지속될 것처럼 보이게 했다.
하지만 오스트리아-헝가리는 더 큰 위기감을 가지고 있었다. 이탈리아 전선까지 열리게 되자 이미 러시아와 세르비아를 감당하고 있던 오스트리아의 부담은 감당할 수 있는 한계를 훨씬 넘어섰다. 8월 25일 카를 1세가 독일의 빌헬름 2세에게 보낸 편지를 통해 사실상 도움을 요청했다. "11차 전투에서 우리가 얻은 교훈들은, 나로써 12차 전투에서는 더 큰 대가를 치르게 되리라고 믿게끔 합니다. 나의 지휘관들과 용맹한 병사들은 그러한 불운한 상황이 다음 공세 때 벌어지리라고 예측하고 있습니다. 우리는 우리 병력들을 위해 그 어떤 필요한 조치조차 취할 수 없는 상황에 있습니다..."

### 갱도의 군사적 이용

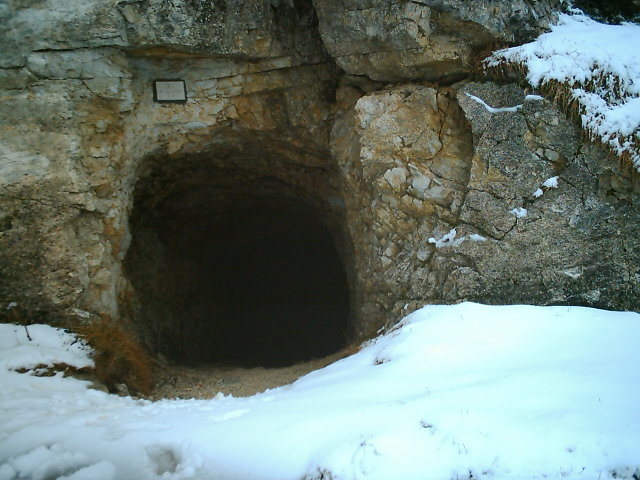
이탈리아군의 갱도

1915년 이후로 험준한 돌로미테스 산맥 근처에서 치열한 산악전이 지속되었다. 적의 포화와 알프스의 험악한 지형으로부터 병사들과 장비를 보호하기 위하여, 양측 공병대는 어느 정도의 방호와 더 나은 보급 지원을 가능하게 하는 전투용 갱도를 건설하였다. 돌로미테스 산맥에서의 굴삭 작업은 근처의 산꼭대기나 빙하의 적성 군대에 노출되는 경우가 많았고, 따라서 이러한 작업은 극도로 높은 숙련도와 기술을 필요로 했다. 1916년 12월 13일, '하얀 금요일'이라고도 알려진 이 날에 만 명이 넘는 병사가 돌로미테스 산맥의 눈사태에 죽음을 맞았다.
덧붙여, 방호시설과 보호되는 수송로의 건설과 더불어, 영국군이 이프르 전투에서 사용했던 방법과 같이 터널 굴삭을 통해 무인지대를 통과해 적 진지에 폭발물을 설치해 폭파시켜 참호전의 대치상태를 타개하고자 하는 시도도 있었다. 1916년 1월부터 1918년 3월 14일까지, 오스트리아-헝가리군과 이탈리아군은 합쳐 총 34개의 갱도를 폭파시켰다.

## 1917: 독일군의 증원

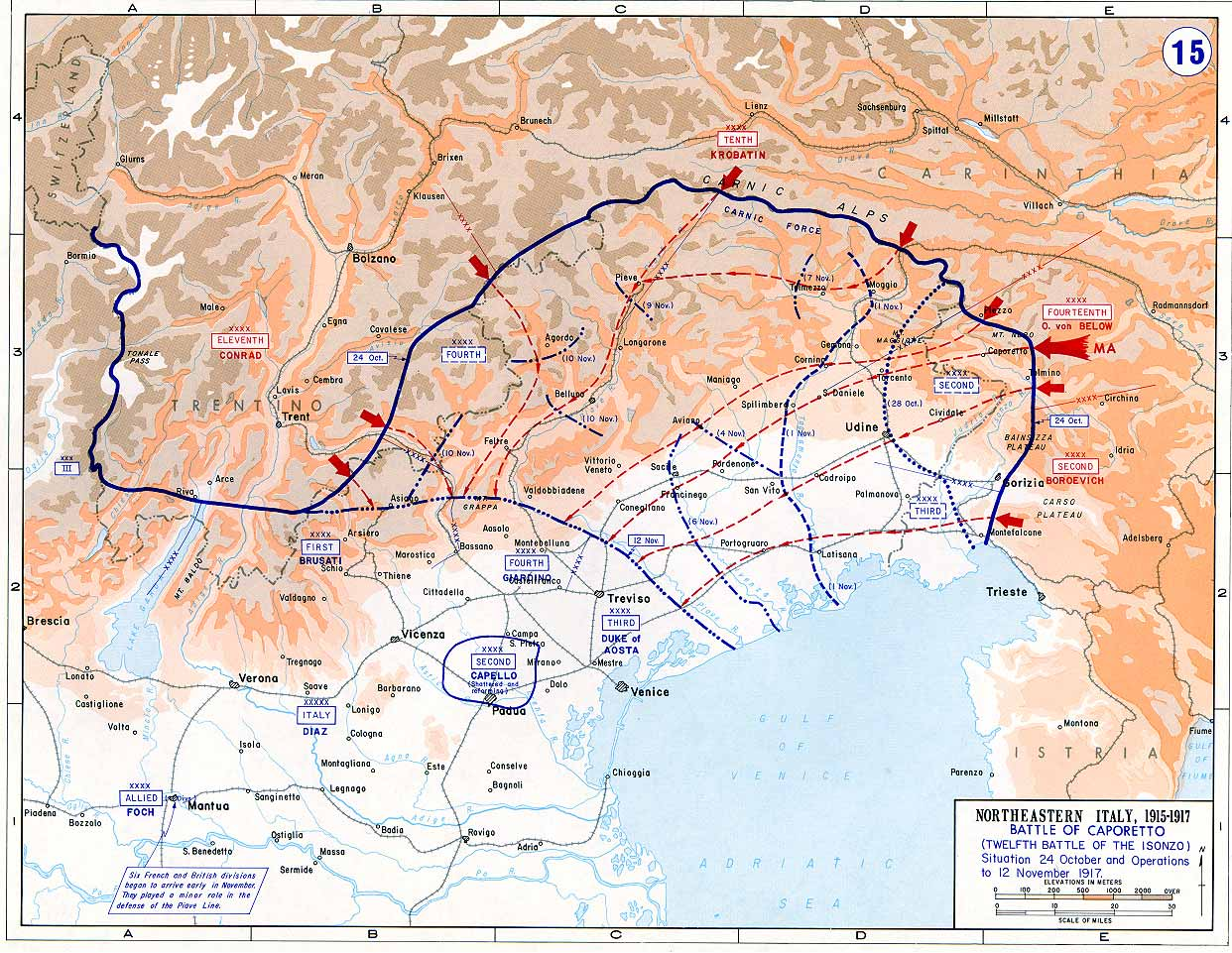
카포레토 전투와 이탈리아군의 퇴각. 1917년 9월-10월

이탈리아군은 10차 이손초 전투에서 기존의 정면 공격 대신 고리치아 동부와 북부에서의 양방향 공격으로 전술을 바꿨다. 오스트리아군은 동쪽의 공격은 저지했지만, 루이지 카펠로가 이끄는 이탈리아군은 오스트리아의 방어선을 돌파하고 바니시체 평원을 점령하는 데 성공했다. 1917년이 전쟁의 다른 전선들에게 암울한 시기였다는 걸 생각할 때, 이탈리아군은 자력으로 부차적인 전선에서 큰 성과를 이뤘지만 전방 부대와의 병참선을 유지시키기 힘들어지자 철수할 수 밖에 없었다. 11차 이손초 전투도 아무런 성과를 내지 못했다.

### 카포레토 전투: 이탈리아군의 악몽
1917년 7월 케렌스키 공세가 실패하자, 오스트리아군은 마침내 전선의 유지를 위해 필사적으로 필요로 했던 독일군의 대규모 증원을 받게 되었다. 독일군은 오스트리아군에게 돌격대 전술을 도입하게끔 하였고, 새로운 공세를 펼칠 수 있도록 지원해 주었다. 반면에 이탈리아군은 연이은 공세의 보잘것없는 성과로 사기가 바닥을 치고 있었고, 부대에서 항명과 폭동이 빈발해 무능력한 상태에 놓였다.
10월 24일, 오스트리아군과 독일군은 12차 이손초 전투를 개시했다. 이 공세에는 막대한 양의 독가스가 포격에 이용되었고, 동맹국군의 충격 전술이 큰 효과를 발휘해 이탈리아군의 제1군과 제2군은 수십만의 사상자와 포로를 남긴 채 전투 첫날에만 19km을 후퇴해 타길라멘토 강까지 이르렀고, 일주일동안 대후퇴를 지속해 11월 10일 이탈리아군은 훨씬 남쪽의 피아베 강에 방어선을 칠 수밖에 없었다. 또한 회복하는 데에 많은 시간이 필요했다. 이에 놀란 영국과 프랑스는 수 개 사단을 이탈리아 전선에 파병했다. 이 전투는 1차 세계대전 도중에 가장 성공적이었던 전투로 손꼽힌다.

## 1918년: 종전과 만신창이의 승리
오스트리아군과 독일군은 12월까지 트렌티노 방면에서와 더불어 공세를 지속했지만, 이탈리아군의 완강한 저항으로 실패했다. 한편 전쟁이 4년을 넘기면서 오스트리아-헝가리와 독일 제국의 국력은 거의 한계까지 이르렀고,독일에서는 민간인의 식량부족이 극심해져 순무의 겨울과 같은 참극이 일어날 정도였다. 1918년 봄 독일군이 마지막 희망을 걸었던 춘계 공세가 실패하자 협상국은 미국의 증원군과 함께 총반격을 개시했고, 이탈리아 전선도 마찬가지였다.

### 1918년 6월: 피아베 강 전투
오스트리아군은 카포레토에서 승리한 후 전과확대를 감행하여 가능한 한 많은 영토를 점령하고자 했다. 하지만 이탈리아의 후방으로 깊숙히 진격할수록 보급선의 한계는 더욱 심해졌고, 결국 오스트리아군은 진격을 정지하고 재정비를 할수밖에 없었다. 이탈리아군은 60만이 넘는 손실한 채 베네치아 근처의 피아베 강까지 방어선을 재조정했다. 막대한 손실을 보충하기 위해, 이탈리아 정부는 1899년생으로 당시 18세였던 소년들까지 징집하였다.(Ragazzi del '99) 1917년 11월, 영국과 프랑스 증원군이 전선에 도착해 전선을 강화했다. 이탈리아에 있어 이보다 더 큰 도움은 협상국이 지원해주었던 석탄, 강철 등의 전략 자원들이었다. 이 자원들은 이탈리아의 군수공업에 있어 필수적이었던 것들이었고, 이탈리아가 그간 절박하게 필요로 했던 자원들이기도 했다. 이런 협상국의 지원에 힘입어 이탈리아는 패배의 충격에서 회복하기 시작했다. 1918년 봄, 독일 제국군의 지도부는 춘계 공세를 준비할 목적으로 이탈리아 전선에서 상당한 병력을 차출해 서부전선으로 재배치했다.
오스트리아군의 수뇌부도 (어떤 쪽으로든) 종전이 다가오고 있다는 것을 직감했다. 이들은 이탈리아와의 전쟁을 어떻게 끝낼지를 두고 의견 차이를 빚었다. 오스트리아 대공 요제프 아우구스트는 전선의 오스트리아군을 각각 반으로 나누어 협동 작전을 펼치게 하였다. 하지만 험준한 산맥을 두고 서로 분리되어 통신과 상호 협조가 거의 불가능했으며, 충분하지 않은 전력을 분산시켜 양쪽 다 강력한 공격을 펼치지 못하게 되었다. 게다가 양익의 지휘관들 간의 불화까지 겹친 상태였다.
피아베 강 전투는 토날레 고개의 견제공격과 함께 개시되었다. 이 견제공격은 이틀만에 이탈리아에 손쉽게 반격당했다. 스베토자르 보로에비치 장군은 휘하 제5군,제6군에게 피아베 강을 도하해 총공격을 명령했다. 하지만 이탈리아군의 맹렬한 반격으로 7월 10일 강을 건너 다시 퇴각했다. 보로에비치 장군은 너무 빠르게 퇴각하였고, 그 사이 이탈리아군은 강을 건너 오스트리아군의 측면을 강타하여 15만 명이 넘는 사상자를 안겨주었다. 트렌티노에서 이루어진 공격도 협상국의 강한 반격으로 실패하게 되고, 4만 명이 넘는 사상자를 낸 채 실패했다. 이로써 오스트리아군의 역량은 완전히 고갈되었고, 공세는커녕 차후 있을 이탈리아군의 공격에 대처할 전력마저 부족하게 되었다.

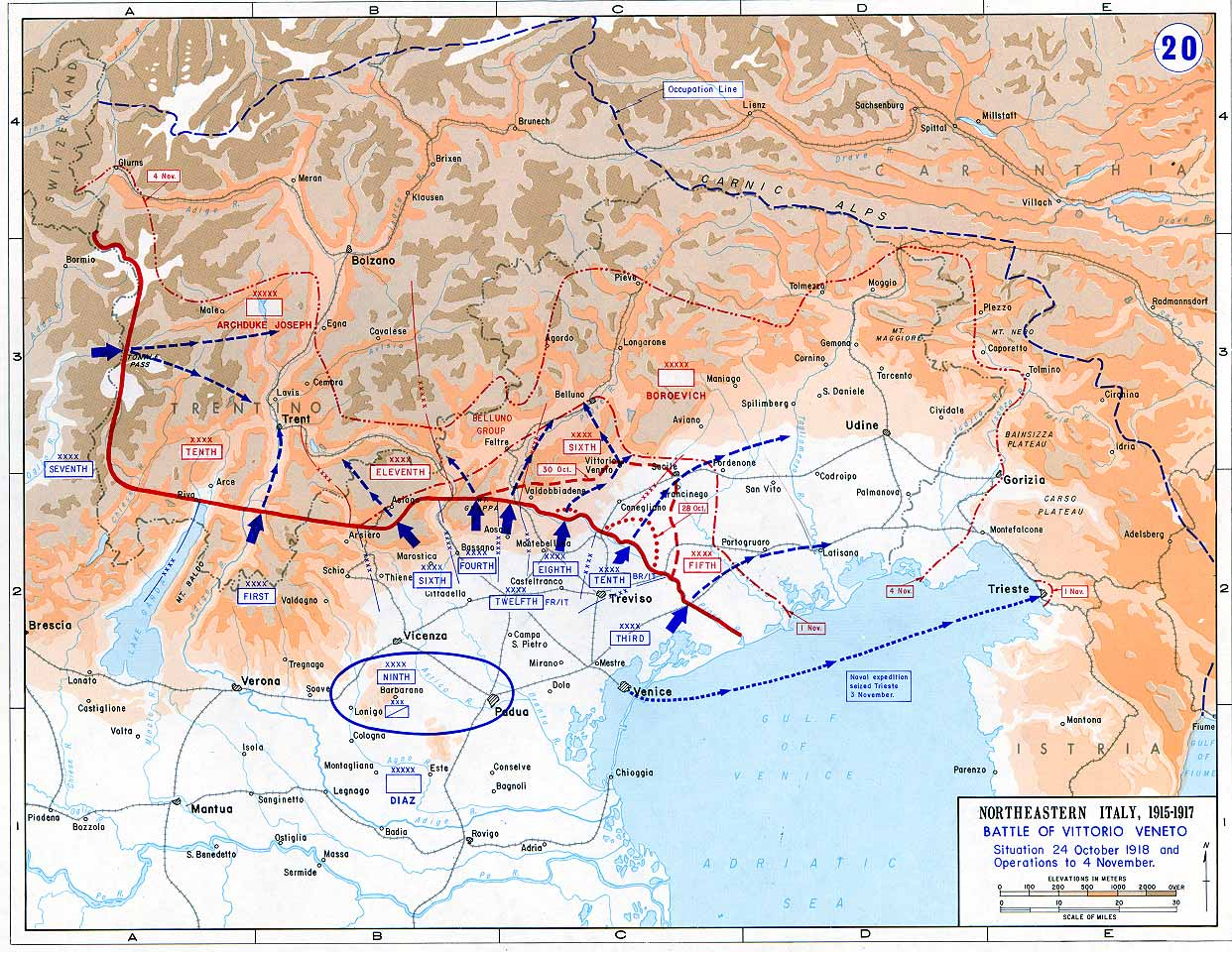
비토리오 베네토 전투

### 결전: 비토리오 베네토 전투
이탈리아군은 피아베 강 전투에서 오스트리아군을 크게 격파했지만, 협상국은 여전히 이탈리아를 불신해 반격하지는 못하였다. 이탈리아군도 피아베 강 전투에서 적지 않은 손실을 겪었다. 총사령관 아르만도 디아츠는 독일군에 대한 총반격이 진행되던 서부전선에서 충분한 증원 병력이 오기를 기다렸다.1918년 10월이 끝나갈 무렵, 오스트리아-헝가리 제국은 산산조각나고 있었다. 체코슬로바키아와 크로아티아, 슬로베니아가 독립을 선포했고, 군 내에서는 탈영, 명령 불복종, 무단 퇴각이 속출했다. 오스트리아-헝가리 제국군은 제국과 함께 총체적으로 와해되고 있었다.
1918년 10월, 이탈리아는 마침내 공세에 충분한 전력을 확보했고, 마침내 이탈리아 전선 최후의 대공세를 개시하였다. 57개 사단과 7700문의 포가 동원된 이 공세는 피아베 강 너머의 비토리오 베네토를 목표로 정했다. 비토리오 베네토 전투가 개시된 것이다. 이탈리아군은 오스트리아군의 공백 지대를 파고들어 돌파구를 형성하고, 후속 병력을 쏟아부어 오스트리아-헝가리의 방어선을 깔아뭉개고 파죽지세로 후방으로 쇄도했다. 11월 3일, 300,000명 이상의 오스트리아군이 항복했다. 이탈리아군의 앞에서 오스트리아군은 모래성이 무너지듯 무너졌다.
11월 3일, 오스트리아-헝가리군은 이탈리아 총사령관에게 백기를 보내 휴전을 요청했다. 이 요청은 파리의 협상국 고관들에 전달되었고, 오스트리아 지휘관과의 통신 끝에 승인되었다. 대오스트리아 휴전 협정은 11월 3일 파두아 근처의 빌라 지우스티에서 체결되었고, 4일 오후 3시부터 효력을 발휘하였다. 합스부르크 왕가는 오스트리아-헝가리 제국의 왕좌에서 끌어내려졌고, 오스트리아와 헝가리는 독자적으로 휴전을 체결했다.

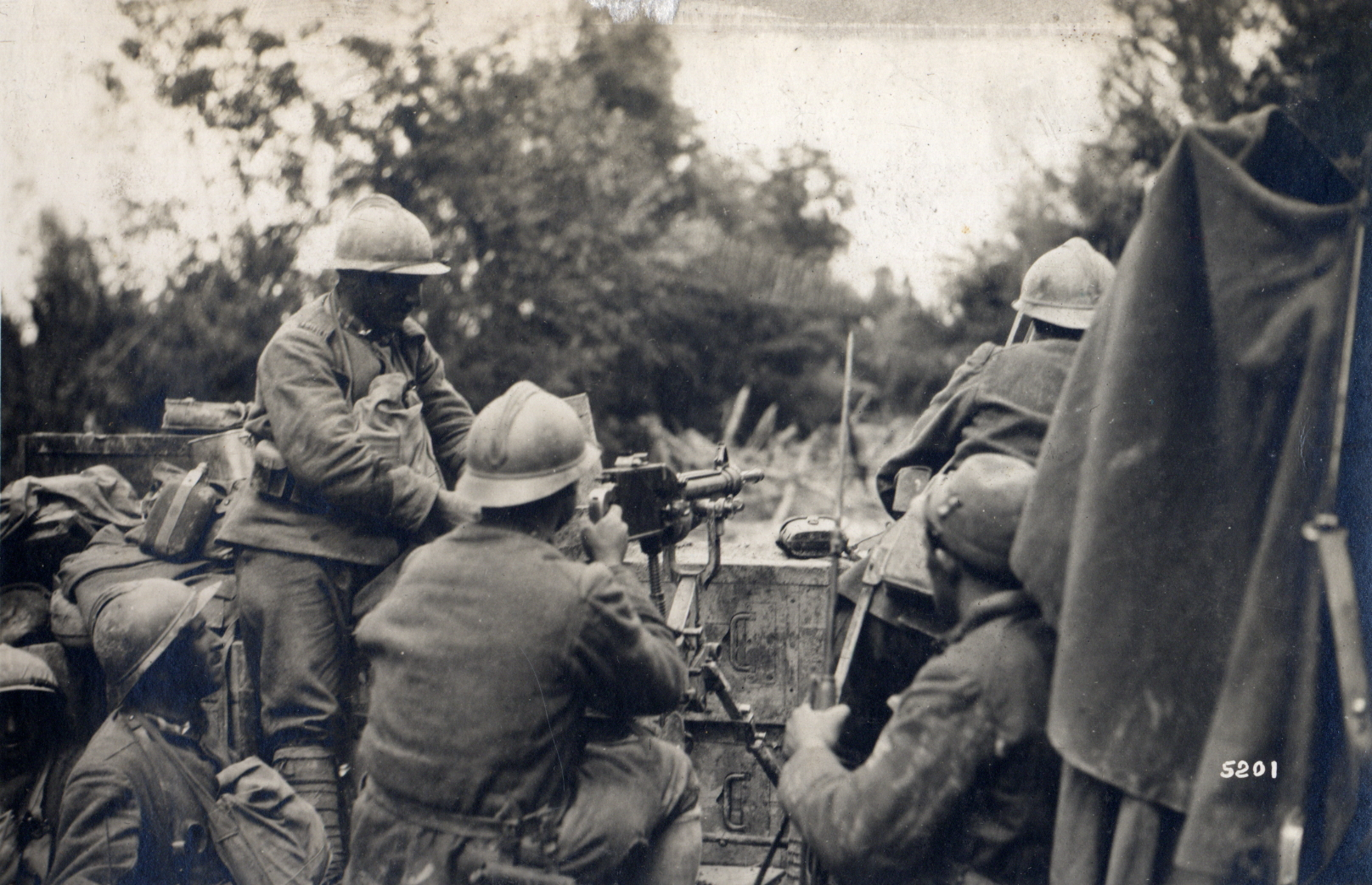
포살타의 이탈리아군

### 이탈리아의 북 달마티아 점령
1918년 11월, 휴전 이후 이탈리아군은 런던 조약에서 약속된 달마티아의 모든 지역에 진주하였다. 5일부터 6일 사이 이탈리아군은 비스섬, 라스토보섬, 시베니크와 다른 달마티아의 모든 지역에 도착했다. 엔리코 밀로 제독은 자신을 스스로 달마티아의 군정 사령관으로 임명했다.

## 사상자
이 전선에서 이탈리아군은 장병 219만 명을 손실했고, 오스트리아-헝가리 제국군과 독일 제국군은 238만 명을 손실하였다. 이탈리아군의 사상자 대부분은 끔찍하고, 오랫동안 반복된 이손초강 전투에서 발생했다. 이탈리아군 전체 전사자의 절반인 300,000명이 이손초강에서 손실되었다. 오스트리아-헝가리군의 손실은 400,000명이었다.

## 영향
이탈리아는 1차 세계대전에서 승전했지만, 런던 협정에서 약속되었던 영토와 이권의 상당 부분이 셍제르맹 조약과 베르사유 조약에서 축소되거나 반영되지 않았다. 대표적으로 북 달마티아와 달마티아 제도는 이탈리아에게 가지 않고 신생 유고슬라비아 왕국이 얻었으며, 이탈리아는 차라에 해군기지를 얻었을 뿐이었다. 게다가 수많은 참전군인들은 제대로 된 일자리를 다시 얻지 못했으며, 막대한 전비를 부담해야 했던 경제 사정은 악화되었다. 이탈리아의 승리는 허울만 좋은 불완전한 승리일 뿐이었다. 이탈리아 전선의 전후 처리는 불구의 승리라는 오점을 남겼고, 후술할 파시즘의 대두에 큰 영향을 주었다.
이탈리아인들은 승전국들에 대해 배신감과 분노를 느끼게 되었고, 이후 사회적으로 큰 혼란에 빠져들어 공산당과 좌파 세력이 약진하였다. 이에 위기감을 느낀 왕실과 자본가들은 베니토 무솔리니와 그의 파시즘 운동을 지지하게 되었다.